# Beans & Fatback (muziekproject)
Beans & Fatback is een band opgericht door Onno Smit en Paul Willemsen.

## Opnamen
In 2008 kreeg Onno Smit het idee een soloplaat op te nemen met een aantal sessiemuzikanten, zonder grote bedragen te hoeven uitgeven. Hij nam contact op met een aantal bevriende muzikanten, met de vraag of zij een dag met hem wilden opnemen, als hij na afloop uitgebreid voor hen zou koken. Diverse muzikanten, onder wie Tim Knol, Paul Willemsen (Supersub), Daniel Rose (C-mon & Kypski), Laurens Joensen en Jet Stevens (Fay Lovsky), Cody Vogel (Lefties Soul Connection) en het straatorkest De Fanfare van de Eerste Liefdesnacht, vonden dit een leuk idee en zo ontstonden uiteindelijk 11 nummers. Smit liet enkele nummers horen aan Ferry Roseboom van Excelsior Recordings, die graag de cd wilde uitbrengen. Het leek beiden een leuk idee de bijbehorende recepten toe te voegen aan het album. Uiteindelijk werd gekozen om de recepten uit te geven in boekvorm met de cd toegevoegd.
Op 9 april 2010 verscheen het boek, met bijbehorende cd op Excelsior Recordings. Alle nummers op de plaat zijn geschreven door Smit en in totaal werkten er 16 muzikanten belangeloos aan het project mee.

## Discografie

### Albums
| Album met eventuele hitnotering(en) in de Nederlandse Album Top 100 | Datum van verschijnen | Datum van binnenkomst | Hoogste positie | Aantal weken | Opmerkingen |
| ------------------------------------------------------------------- | --------------------- | --------------------- | --------------- | ------------ | ----------- |
| Beans & Fatback                                                     | 2010                  | 17-04-2010            | 66              | 2            |             |
| With skin attached                                                  | 2013                  | 06-04-2013            | 16              | 4*           |             |
| Heroine Lovestruck                                                  | 2015                  | 19-09-2015            | 44              | 3*           |             |
| Hold Fast                                                           | 2025                  |                       |                 |              |             |

## Tracklist
Hieronder volgt een lijst met de nummers van de cd Beans & Fatback, hierachter staat het bijbehorende recept uit het boek.
1. Downfall (Spek & bonen met karbonades)
2. Let me show you (Scheermessen, oesters, kokkels en mosselen)
3. All I think about (kip overgoten met witte wijn)
4. Roots from my soul - (Zeebaars met salsa verde)
5. Home grown recipe - (Konijn met aardappelpuree)
6. Tonight girl I’m coming back home (Pasta met vleessaus)
7. Lay down speak low (Rib-eye steak met tomaten in balsamicoazijn)
8. Your gentle touch will blow my sins away (Gegrilde kip met caponata)
9. Holding on (Geroosterde groenten met drie soorten worst)
10. The breeze (Salades voor bij de gerechten)
11. Billie’s stride (Bloedworst met appel en cider)

## Beans & Fatback
- Onno Smit - zang, gitaar
- Paul Willemsen - gitaar, achtergrondzang
- Jet Stevens - basgitaar
- Gerhardt - achtergrondzang, percussie, piano
- Jeroen Tenty - hammondorgel
- Toon Oomen - drums, achtergrondzang, gitaar
- Cody Vogel - drums, percussie